# Hina Tefatou
Hina Tefatou, o Hina Te Fatou (La Lluna i la Terra), és un quadre del pintor Paul Gauguin, fet el 1893 en la seva primera estada a Tahití, que es conserva al Museu d'Art Modern de Nova York. Es coneix per la referència núm. 499 del catàleg de Wildenstein.
Representa a la deessa de la Lluna, Hina, i el déu de la Terra, Fatu, que Gauguin escriu afegint-li l'article te i amb ortografia francesa, Tefatou.

## Mite de Hina i Fatu
Gauguin descriu la conversa entre Hina i Fatu sobre la mort i el renaixement en el seu llibre Noa Noa. Prèviament ja l'havia recollit en el seu manuscrit il·lustrat Ancient Culte Mahorie, on copia literalment un passatge de Voyage aux îles du Grand Océan (1837) de Jacques Antoine Moerenhout:
«Hina deia a Fatu: Fes reviure l'home quan sigui mort.
»Fatu contestà: No, no el faré reviure. La terra morirà; la vegetació morirà; morirà així com l'home que se'n nodreix; el sòl que les produeix morirà; la Terra morirà; la Terra acabarà, per no renéixer més.
»Hina va respondre: Fes el que vulguis. Jo faré reviure la Lluna.
»I el que posseïa Hina va continuar essent, el que posseïa Fatu va perir i l'home hagué de morir.»

## Simbolisme
Gauguin retrata en el quadre el diàleg entre Hina i Fatu. La deessa brillant de la Lluna, coronada per una mitja lluna platejada, s'inclina cap al déu morè de la Terra que té per nimbe una esfera celeste. El seu gest és acaronador i propiciatori, mentre ell és implacable i inflexible. Li parla a l'orella, però sembla que les seves paraules vessin per la font d'aigua que surt de la roca sota seu. A The Annual of Psychoanalysis s'interpreta com una fel·lació.
El mite de Hina i Fatu té diferents implicacions. Simbolitza la interacció entre la solidaritat i la tendresa femenina amb la severitat implacable masculina, o el suggeriment de la veritat fonamental que la mort és necessària per al procés de la vida.
Per als tahitians la Lluna era un món paral·lel i similar a la Terra. Però la successió de les fases lunars és el moviment perpetu, que només mor per tornar a renéixer. A més, la seva deessa és femenina, un símbol de la fertilitat amb unes fases relacionades amb el període menstrual. En canvi, la Terra és una divinitat menor fruit de la unió del déu creador Ta'aroa amb Hina, i el seu destí és la mort. Gauguin diu com epíleg al mite que «Tahití morirà, morirà per no renéixer.»

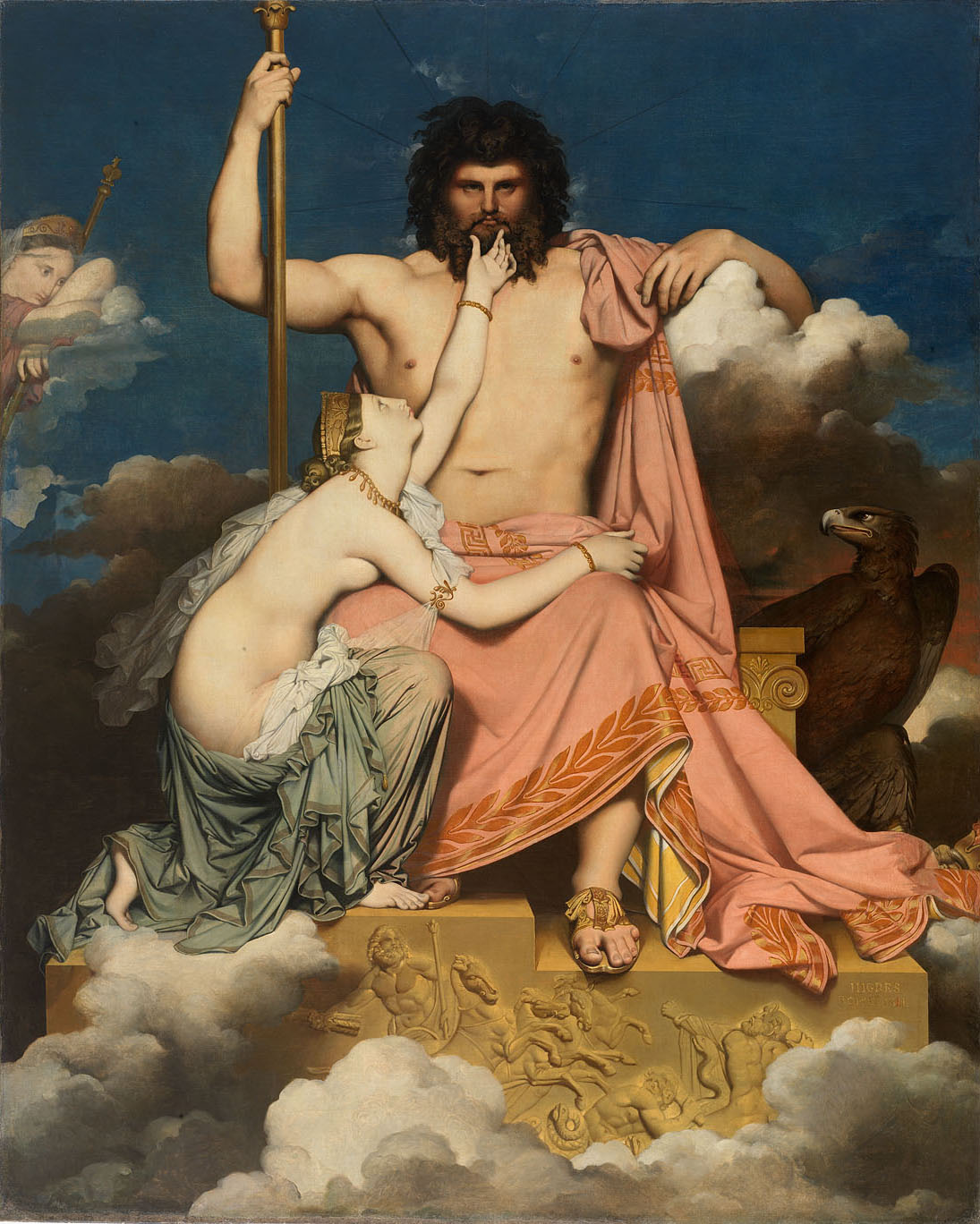
Júpiter i Tetis, Ingres, 1811

La composició d'una deessa suplicant a un déu en nom dels humans recorda el quadre Júpiter i Tetis d'Ingres (1811) on Tetis suplica que Júpiter prengui part per Aquil·les i els troians. La deessa, nua mostrant la seva feminitat, està de part dels humans amb actitud suplicant mentre que el déu és la masculinitat omnipotent.

## Obres relacionades
Gauguin va reproduir les figures de Hina i Fatu en diverses obres:
- Hina i Tefato, 1892, escultura en fusta, Art Gallery of Ontario, Canadà.
- Hina amb dos guardians, 1892, talla policromada, Hirshhorn Museum and Sculpture Garden, Washington, EUA.
- Te Atua, 1893-1894, xilografia.
- Parau Hina Tefatou, 1894-1895, dibuix, The Art Institute of Chicago, EUA.

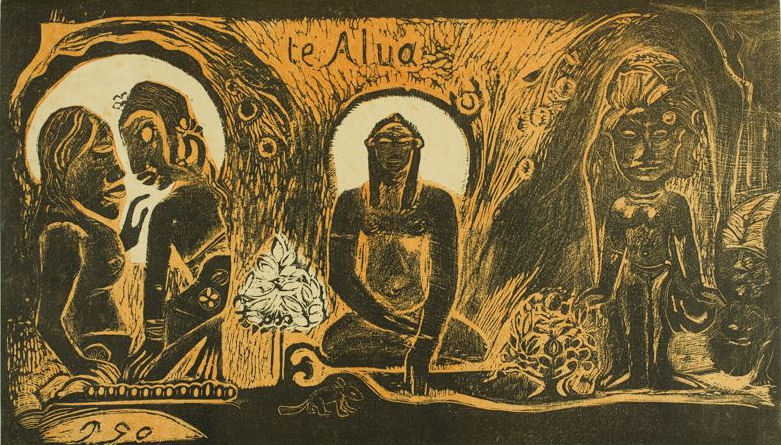
Te Atua, 1893-1894, xilografia
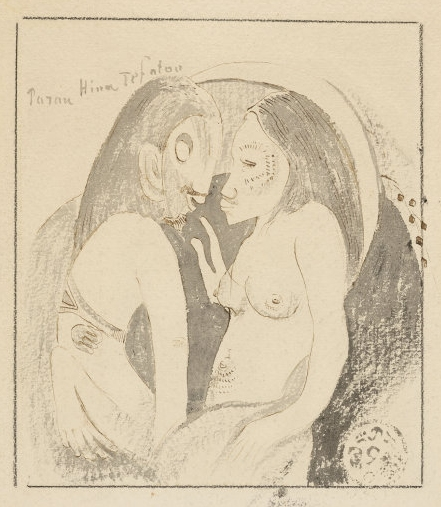
Parau Hina Tefatou, 1894-1895, dibuix

## Historial
El quadre va ser comprat per Edgar Degas, el 1893, en l'exposició «Obres recents de Gauguin» de la Galeria Durand-Ruel de París. L'any 1918 va ser comprat per Paul Rosenberg en la venda de la col·lecció de Degas a París. Després d'unes vendes a Nova York, des de l'any 1934 és al Museu d'Art Modern provinent de la col·lecció de Lillie P. Bliss.
L'obra està publicada en el catàleg de Wildenstein de 1964 amb el número 499, i en el catàleg de Gabriele Sugana de 1972 amb el número 329.